# Phymatosorus malabaricus
Phymatosorus malabaricus là một loài dương xỉ trong họ Polypodiaceae. Loài này được Geev. ex S.Nampy & Madhus. mô tả khoa học đầu tiên năm 1994.
Danh pháp khoa học của loài này chưa được làm sáng tỏ. 